# Hacarí
Hacarí – miasto w Kolumbii, w departamencie Norte de Santander.